# Gordon Jackson
Pour les articles homonymes, voir Jackson.
Gordon Jackson est un acteur écossais, né le 19 décembre 1923 à Glasgow (Royaume-Uni) et mort le 15 janvier 1990 à Londres (Royaume-Uni).

## Filmographie
- 1942 : The Foreman Went to France : Alastair « Jock » MacFarlan
- 1942 : Un de nos avions n'est pas rentré (One of Our Aircraft Is Missing)
- 1943 : Nine Men : « Un » jeune
- 1943 : Ceux de chez nous (Millions Like Us) : Fred Blake
- 1943 : San Demetrio London : « Jock » Jameson
- 1946 : Pink String and Sealing Wax : David Sutton
- 1946 : The Captive Heart : Lieutenant David Lennox
- 1948 : Les Guerriers dans l'ombre (Against the Wind) : Johnny Duncan
- 1949 : Stop Press Girl : Jock Melville
- 1949 : Eureka Stockade : Torn Kennedy
- 1949 : Whisky à gogo ! (Whisky Galore !) : George Campbell
- 1949 : Floodtide : David Shields
- 1950 : Bitter Springs : Mac
- 1951 : L'Amour mène la danse (Happy Go Lovely) : Paul Tracy
- 1951 : The Lady with the Lamp
- 1952 : Castle in the Air : Hiker
- 1953 : Death Goes to School : Détective Inspecteur Campbell
- 1953 : Tonnerre sur Malte (Malta Story) : Soldat britannique
- 1953 : Meet Mr. Lucifer : Hector McPhee
- 1954 : Delavine Affair : Florian
- 1954 : La Loterie du bonheur (The Love Lottery) : Ralph
- 1955 : Windfall : Leonard
- 1955 : Moby Dick Rehearsed (TV) : Un jeune acteur / Ishmael
- 1955 : Passage Home : Burne
- 1955 : Le Monstre (The Quatermass Xperiment) : Producteur de la BBC
- 1956 : Sailor Beware! : Carnoustie Bligh
- 1956 : Women Without Men : Percy
- 1956 : Blonde Bait : Percy, premier mari de Cleo
- 1956 : Pacific Destiny : Officier de district
- 1956 : The Baby and the Battleship (Le Bébé et le Cuirassé) : Harry
- 1957 : Man in the Shadow : Jimmy Norris
- 1957 : Rockets Galore! : George Campbell
- 1957 : Seven Waves Away : John Merritt
- 1957 : Let's Be Happy : Dougal MacLean
- 1957 : Train d'enfer : Scottie
- 1958 : Three Crooked Men : Don Wescott
- 1958 : Blind Spot : Chalky
- 1958 : Black Ice : Bert Harris
- 1959 : The Price of Silence : Roger Fenton
- 1959 : Devil's Bait : Sergent Malcolm
- 1959 : The Navy Lark : Johnson
- 1959 : L'Enquête de l'inspecteur Morgan (Blind Date) : Sergent
- 1959 : Section d'assaut sur le Sittang (Yesterday's Enemy) : Sergent MacKenzie
- 1959 : The Bridal Path : P.C. Alec
- 1960 : Two Wives at One Wedding : Tom
- 1960 : Snowball : Bill Donovan
- 1960 : Cone of Silence : Capitaine Bateson
- 1960 : Les Fanfares de la gloire (Tunes of Glory) : Capitaine Jimmy Cairns
- 1961 : Greyfriars Bobby: The True Story of a Dog : Farmer
- 1962 : Les Révoltés du Bounty (Mutiny on the Bounty), de Lewis Milestone : Edward Birkett
- 1963 : Les Drakkars (The Long Ships) : Vahlin
- 1963 : The Bergonzi Hand (TV) : Kenneth Scoones
- 1963 : Hold My Hand, Soldat (TV)
- 1963 : La Grande Évasion (The Great Escape) : Lieutenant Sandy « Intelligence » MacDonald
- 1964 : Daylight Robbery
- 1964 : ABC of Britain (TV)
- 1965 : Chapeau melon et bottes de cuir, saison 4 épisode 5 (Le Fantôme du Chateau De'ath) : Ian
- 1965 : Ces merveilleux fous volants dans leurs drôles de machines (Those Magnificent Men in Their Flying Machines or How I Flew from London to Paris in 25 hours 11 minutes) : MacDougal
- 1965 : Ipcress - Danger immédiat (The Ipcress File) : Carswell
- 1966 : L'Ombre d'un géant  (Cast a Giant Shadow), de Melville Shavelson : James MacAfee
- 1966 : Le Prince Donegal (The Fighting Prince of Donegal) : Capitaine Leeds
- 1967 : La Nuit des généraux (The Night of the Generals) : Capitaine Engel
- 1968 : On the Run : M. Mallory
- 1968 : Le Coup du lapin (Danger Route) : Brian Stern
- 1968 : Casting the Runes (TV) : Gayton
- 1968 : Wind Versus Polygamy (TV) : Father Joseph
- 1969 : Les Belles Années de miss Brodie : Gordon Lowther
- 1969 : Run Wild, Run Free : M. Ransome
- 1969 : Hamlet : Horatio
- 1970 : Rain (TV) : Dr MacPhail
- 1970 : Scrooge : Tom
- 1971 : Kidnapped : Charles Stewart
- 1971 : Maîtres et Valets (TV) : Angus Hudson
- 1972 : Madame Sin : Commandant Cavendish
- 1975 : Russian Roulette : Hardison
- 1977 : Spectre (TV) : Inspecteur Cabell
- 1977 : Les Professionnels (The Professionals) (série TV) : George Cowley
- 1977 : Golden Rendezvous : Dr Marston
- 1978 : La Grande Menace (The Medusa Touch) : Docteur Johnson
- 1979 : The Last Giraffe (TV) : Fielding
- 1981 : A Town Like Alice (en) (feuilleton TV) : Noel Strachan
- 1984 : Les Masques de la mort (The Masks of Death) (TV) : Inspecteur Alec MacDonald de Scotland Yard
- 1985 : La Partie de chasse (The Shooting Party), de Alan Bridges : Tom Harker
- 1986 : My Brother Tom (en) (feuilleton TV) : Lockie McGibbon
- 1986 : Le Dénonciateur (The Whistle Blower) : Bruce
- 1987 : Gunpowder : Sir Anthony Phelps
- 1988 : Noble House (feuilleton TV) : Superintendant Armstrong
- 1989 : Le Cavalier masqué (The Lady and the Highwayman) (TV) : Harry
- 1990 : The Winslow Boy (TV) : Arthur Winslow
- 1990 : Effie's Burning (TV)